# 红旗-61近程防空导弹
红旗61号防空导弹是中国人民解放军装备的近程防空导弹，1965年开始研制，70年代装备于海军053K型护卫舰上用于实验。直至80年代才正式装备部队。是解放军海军装备的第一代舰对空导弹武器系统。陆基型为红旗-61，海基型为红旗-61B，出口型为猎鹰-60（LY-60）。

### 引文
1. ↑  Friedman 1997，第395頁.

### 書目
- Friedman, Norman. . US Naval Inst Pr. 1997. ISBN 1-55750-268-4 （英语）.